# Ivan Kouřil
Ivan Kouřil (* 18. února 1959) je bývalý český hokejový brankář.

## Hokejová kariéra
V československé lize chytal za TJ Gottwaldov a Duklu Trenčín. Odchytal 2 ligové sezóny, nastoupil ve 4 ligových utkáních.

## Klubové statistiky
| 1978/1979 | TJ Gottwaldov | 1. liga | 2 | 10,70 | 77,1 |
| 1979/1980 | Dukla Trenčín | 1. liga | 2 | 6,00  | -    |